# Suphanburi
Suphanburi (in lingua thai: สุพรรณบุรี, trascrizione IPA: supʰanbuˈriː, letteralmente: città dell'oro) è una città minore (thesaban mueang) della Thailandia di 24 890 abitanti (2020). Si trova nel Distretto di Mueang Suphanburi, che è il capoluogo dell'omonima provincia nel gruppo regionale della Thailandia Centrale.

## Storia
Lo storico e statista siamese del XIX secolo Damrong Rajanubhab ha ipotizzato che la città sia stata fondata con il nome Suvarnapurī attorno al 1350, nel periodo in cui la vicina U Thong fu flagellata da un'epidemia. U Thong era la capitale del Regno di Suphannaphum, una delle mueang del periodo Dvaravati, in cui aveva regnato Ramathibodi I prima di fondare nello stesso periodo Ayutthaya, la capitale del regno omonimo. L'antico nome di U Thong era Suphannaphum o Suvarnabhūmi (letteralmente: l'origine o la culla dell'oro), che fu probabilmente abbandonata quando imperversò l'epidemia per la carenza d'acqua e Suvarnapurī fu fondata lungo il fiume Tha Chin. Ramathibodi nominò governatore di Suvarnapurī il cognato Khun Luang Pha-Ngua, che diede alla città l'odierno nome Suphanburi e che sarebbe a sua volta diventato re di Ayutthaya nel 1370 con il nome Borommaracha I.
In seguito, Suphanburi rimase una città di frontiera tra il Siam e i regni che si alternarono nell'odierna Birmania. Nel suo circondario furono combattute diverse battaglie tra gli eserciti siamesi e birmani fino alla prima metà del XIX secolo. La più importante fu quella che ebbe luogo il 18 gennaio 1593 a Nong Sarai, qualche chilometro a nordovest della città. La battaglia era in svolgimento, quando il re siamese Naresuan sfidò l'erede al trono della dinastia di Taungù ad un duello in groppa ad elefanti per decidere le sorti dello scontro. Nel giro di pochi minuti Naresuan uccise il rivale, le truppe birmane si ritirarono e Ayutthaya si guadagnò così l'indipendenza dopo 29 anni di vassallaggio alla corte di Pegu. Lo stemma provinciale tuttora ricorda tale duello.
La municipalità assunse la forma attuale durante il regno di Mongkut (1851-1868), quando il nucleo centrale fu unificato agli insediamenti vicini. Suphanburi ha subito grandi cambiamenti negli anni a cavallo tra il XX e il XXI secolo per volere di Banharn Silpa-Archa, un ricco imprenditore nativo della città che fu primo ministro della Thailandia tra il 1995 ed il 1996. Banharn fu accusato di aver speso il 90% del budget nazionale per la Provincia di Suphanburi. Tra le varie infrastrutture che ha fatto costruire, molte delle quali hanno preso il nome Baharn-Jaemsai (Jaemsai è il nome della moglie), vi sono sette scuole, una torre alta 123 metri nel centro cittadino, un'altra torre dove è installato un orologio e una serie di ponti pedonali che attraversano ampie strade pressoché deserte.

## Geografia fisica

### Territorio
Suphanburi si trova circa 100 chilometri a nord di Bangkok ed è attraversata dal fiume Tha Chin (conosciuto nella zona anche come Suphan), effluente del Chao Phraya. Situata ad un'altitudine di 11 m s.l.m. nella vasta pianura alluvionale formata dal Chao Phraya e dai suoi affluenti, è circondata principalmente da risaie.

### Clima
Secondo la classificazione climatica di Köppen, Suphanburi ha un clima della savana di categoria AW. In inverno è molto secco e caldo e le temperature più alte si registrano ad aprile, quando la media delle massime è di 36,9 gradi e la media delle minime di 25,1 gradi. La stagione delle piogge dura da maggio a ottobre, con il picco di precipitazioni a settembre.

## Amministrazione

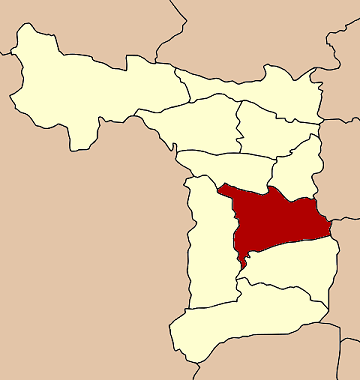
Posizione del Distretto di Mueang Suphanburi nel territorio provinciale

Il territorio comunale occupa tutto il sottodistretto (tambon) di Tha Philiang e parte di quelli di Rua Yai e Tha Rahat, che fanno tutti parte del Distretto di Mueang Suphanburi. La municipalità è censita attualmente come città minore (thesaban mueang), l'unica del distretto.

### Distretto
Il Distretto di Mueang Suphanburi è il capoluogo provinciale e si compone di un totale di 20 sottodistretti (tambon), che a loro volta sono suddivisi in un totale di 123 villaggi (muban). Comprende anche tre municipi di subdistretto (thesaban tambon): Tha Sedet, che comprende l'intero tambon di Sa Kaeo, Suan Taeng che comprende parte dei tambon di Suan Taeng e Sala Khao, e Pho Phraya che comprende parte dell'omonimo tambon.

### Sottodistretti
Di seguito i 20 tambon che compongono il distretto:
1. Tha Phi Liang ท่าพี่เลี้ยง
2. Rua Yai รั้วใหญ่
3. Thap Ti Lek ทับตีเหล็ก
4. Tha Rahat ท่าระหัด
5. Phai Khwang ไผ่ขวาง
6. Khok Kho Thao โคกโคเฒ่า
7. Don Tan ดอนตาล
8. Don Masang ดอนมะสังข์
9. Phihan Daeng พิหารแดง
10. Don Kamyan ดอนกำยาน
11. Don Pho Thong ดอนโพธิ์ทอง
12. Ban Pho บ้านโพธิ์
13. Sa Kaeo สระแก้ว
14. Taling Chan ตลิ่งชัน
15. Bang Kung บางกุ้ง
16. Sala Khao ศาลาขาว
17. Suan Taeng สวนแตง
18. Sanam Chai สนามชัย
19. Pho Phraya โพธิ์พระยา
20. Sanam Khli สนามคลี

## Infrastrutture e trasporti
La città è collegata con Bangkok da un'apposita linea ferroviaria percorsa da un treno mattutino che parte da Suphanburi e uno serale che parte dalla stazione Hua Lamphong della capitale. La locale stazione è il capolinea della diramazione che parte dallo scambio di Nong Pla Duk della linea meridionale delle ferrovie di Stato. Gli autobus da Bangkok per Suphanburi partono dalla stazione settentrionale di Morchit e da quella meridionale di Sai Tai Mai.

## Galleria d'immagini

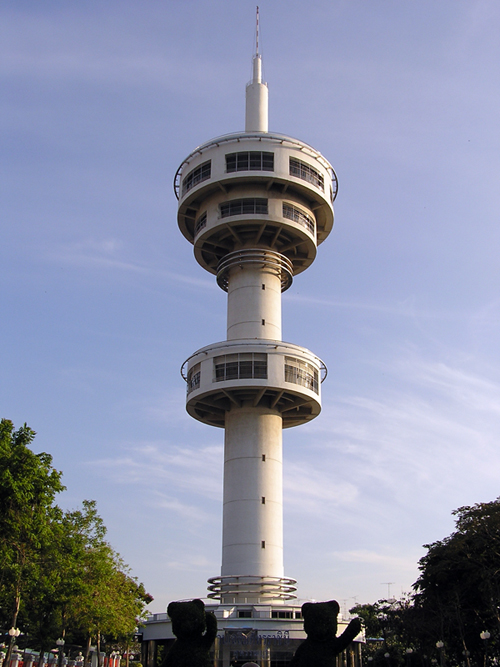
La Torre Banharn Jamsai
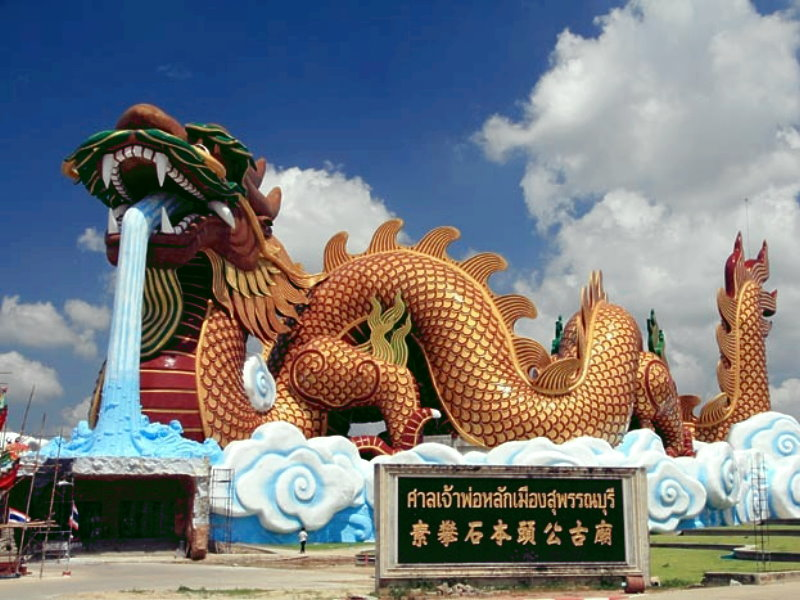
Cancello principale del Lak Mueang
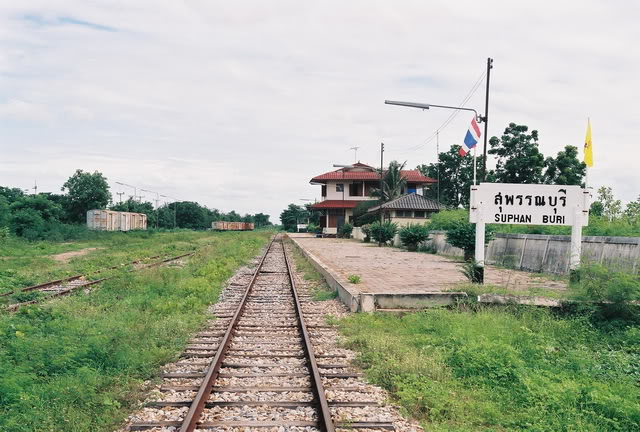
Stazione ferroviaria
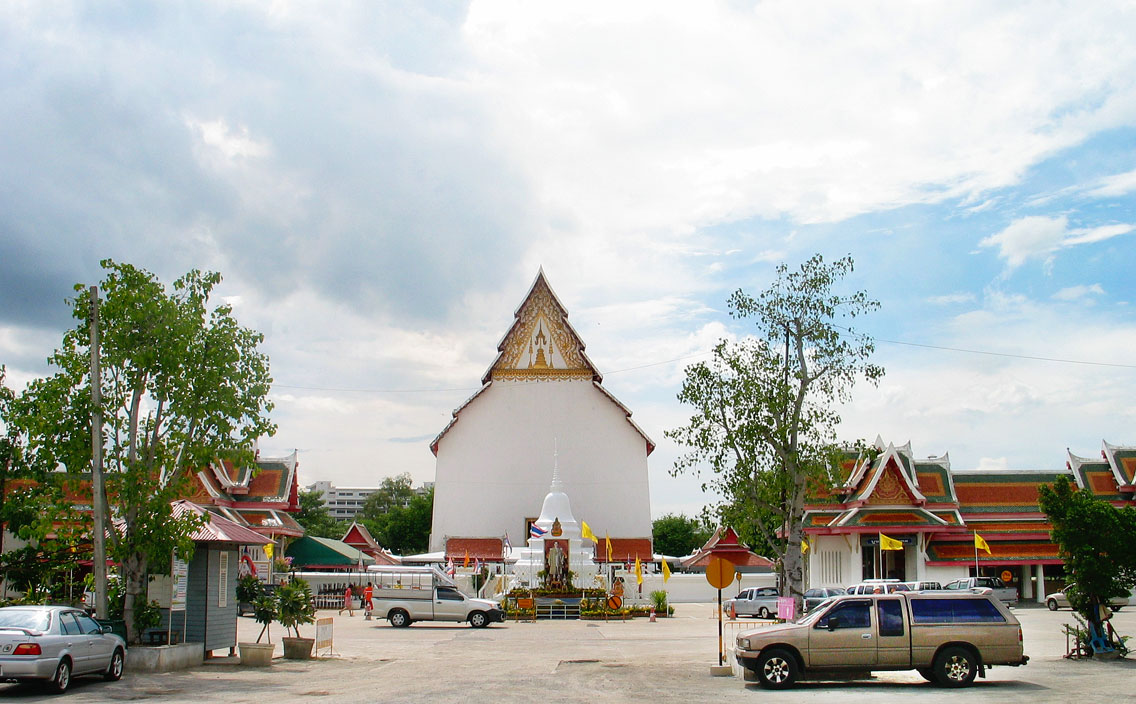
Wat Pa Le Lai